# Miguel da Silva
 (novembre 2009).
Si vous disposez d'ouvrages ou d'articles de référence ou si vous connaissez des sites web de qualité traitant du thème abordé ici, merci de compléter l'article en donnant les références utiles à sa vérifiabilité et en les liant à la section « Notes et références ».
Miguel da Silva est un altiste français né à Reims le 7 janvier 1961.

## Biographie
Miguel da Silva débute très jeune ses études au Conservatoire national de région de Reims, sa ville natale. Puis il entre au Conservatoire national supérieur de musique de Paris où il est l’élève de Serge Collot. Il y obtient le Premier Prix de musique de chambre et celui d’alto, ce dernier à l’unanimité avec vote spécial du jury. En 1985, il remporte le Premier Grand Prix au Concours international de musique de chambre de Paris en formation de sonate ; il intègre l’orchestre de l’Opéra de Paris.
Depuis son adolescence, Miguel da Silva est passionné par le quatuor à cordes. Il quitte l’Opéra de Paris en 1987 et fonde avec trois de ses amis le quatuor Ysaÿe. Il part à Cologne travailler avec le Quatuor Amadeus. De nombreux concours internationaux (Portsmouth, Evian) pour lesquels le quatuor remporte les Premiers Prix, ont ouvert au Quatuor Ysaÿe la voie d’une carrière internationale tant au Japon qu’aux États-Unis (Carnegie Hall, Metropolitan Museum à New York), de même qu'en Israël et en Europe (Théâtre des Champs-Élysées à Paris, Wigmore Hall à Londres, à Berlin, et lors des festivals de Lockenhaus, de Stresa, et de Salzbourg). Ce brillant parcours s'est achevé début 2014, date à laquelle le quatuor a cessé son activité, ses membres poursuivant chacun leur parcours individuel.
En musique de chambre, les partenaires de Miguel da Silva ne sont autres que : Michel Portal, Jean-Claude Pennetier, Paul Meyer, Leonídas Kavákos, Pierre Amoyal, Nikita Boriso-Glebsky, Antônio Meneses, Augustin Dumay, Henri Demarquette, Truls Mørk, Gary Hoffman, Pascal Rogé, Emmanuel Pahud, Jean-François Heisser, Christophe Coin.
Miguel da Silva, en outre, a été le soliste invité de l’orchestre de chambre de Paris, l’orchestre de chambre de Pologne, de celui d’Auvergne, de l’orchestre Franz Liszt de Budapest, du Sinfonia Varsovia, de l’orchestre de Montpellier, de l’orchestre de Pamplona, sous la baguette de chefs d’orchestre tels que Peter Csaba, Jean-Jacques Kantorow, Arie van Beek ou François-Xavier Roth.
Par ailleurs, l’impératif pédagogique s’impose à lui comme une évidence. En 1993, au Conservatoire National de Région de Paris (désormais Conservatoire à Rayonnement Régional), Miguel da Silva a entraîné ses amis du Quatuor Ysaÿe dans la création d’une classe spécifique de quatuor à cordes : c’était une première en France. Leurs élèves français (Ébène, Modigliani, Voce, Hermès) mais aussi étrangers (Aviv d’Israël, Incanto de Suisse, Différence de Lettonie) ont aujourd’hui remporté la plupart des concours  internationaux de quatuors à cordes.  
Parallèlement, à cette classe de quatuors du CRR dont il assume désormais principalement la charge, Miguel da Silva anime des classes de perfectionnement à l'Académie de Villecroze, au festival d'Aldeburgh, à l’Académie Maurice Ravel de Saint Jean de Luz, à Banff (Canada), à Savonnlina (Finlande) et à l’Université de South California à Los Angeles. Il est le conseiller artistique de l’Académie musicale de Villecroze.
Depuis septembre 2009 — après avoir enseigné deux saisons durant l'alto et la musique de chambre à la Hochschule de Lübeck, succédant ainsi à Walter Levine —  il a été nommé professeur d’alto à la Haute école de musique de Genève et enseigne régulièrement au sein de l’ECMA (European Chamber Music Association) et de l’Académie d’été de l’Université de musique de Vienne (ISA).
Tout récemment, Miguel da Silva a été nommé Maître en Résidence à la Chapelle Musicale Reine Elizabeth en Belgique, aux côtés du baryton José Van Dam, du violoniste Augustin Dumay, de la pianiste Maria Joao Pires, du violoncelliste Gary Hoffman et du quatuor Artemis.
Miguel da Silva joue un instrument crémonais de Nicola Bergonzi, fait en 1796.
En 1999, Miguel da Silva a été fait chevalier des Arts et des Lettres par le gouvernement de la République française.

## Distinction
- Chevalier de l'ordre des Arts et des Lettres (1999)